# Philipp Porges
Philipp Porges (* 1997) ist ein deutscher Handballspieler.

## Karriere
In der Jugend spielte Porges für den HSC Schmiden/Oeffingen und parallel in der 1. Mannschaft des TSV Schmiden in der Oberliga Baden-Württemberg. Im Sommer 2016 wechselte Porges vom TSV Schmiden zum TVB 1898 Stuttgart. In der Saison 2016/17 spielte Porges für die 2. Mannschaft des TVB in der Württembergliga und wurde auch in der 1. Mannschaft in der Bundesliga und im DHB-Pokal eingesetzt. 2018 stieg er mit der 2. Mannschaft in die Oberliga auf. 2025 stieg er mit der 2. Mannschaft weiter in die 3. Liga auf.

## Privates
Philipp Porges ist der Sohn von Ralf Porges, einem früheren Fußballspieler und -trainer des TSV Schmiden.
Seit Sommer 2023 ist er Pressesprecher der 1. Mannschaft des TVB Stuttgart. Zudem ist er Hallen-DJ und war hier unter anderem bei der Handball-Europameisterschaft 2024 tätig.